# 19438 Хакі
19438 Хакі (19438 Khaki) — астероїд головного поясу, відкритий 24 березня 1998 року.
Тіссеранів параметр щодо Юпітера — 3,586.